# Partidul Islamic din Turkistan în Siria
Partidul Islamic din Turkistan în Siria (TIP) este aripa din Siria a Partidului Islamic din Turkistan, activ în Războiul Civil Sirian, luptând împotriva forțelor guvernamentale conduse de Bașad al-Assad, având o prezență în special în jurul orașului Idlib. Se crede că sediul conducerii TIP se află în Afganistan și în Pakistan.